# Salvador Garcini
Salvador Garcini es un actor y director de telenovelas mexicanas. Ha trabajado para los productores José Alberto Castro desde 2011 hasta la fecha, Nicandro Díaz González a finales de los 2000, y Emilio Larrosa a finales de los años 1990.

## Trayectoria

### Dirección de escena
- Cabo (2022-2023)
- La desalmada (2021)
- Por amar sin ley (2018-2019)
- El bienamado (2017)
- Pasión y poder (2015-2016)
- Amores con trampa (2015)
- La malquerida (2014)
- Amores verdaderos (2012-2013)
- La que no podía amar (2011-2012)
- Soy tu dueña (2010)
- Primera parte de Corazón salvaje (2009-2010)
- Mañana es para siempre (2008-2009)
- Amor sin maquillaje (2007)
- Segunda y tercera parte de La fea más bella (2006-2007)
- Segunda parte de Contra viento y marea (2005)
- Mujer de madera (2004-2005)
- Las vías del amor (2002-2003)
- Amigas y rivales (2001)
- Soñadoras (1998-1999)
- Salud, dinero y amor (1997)
- Primera parte de Tú y yo (1996-1997)
- El premio mayor (1995-1996)
- Volver a empezar (1994-1995)
- Primera parte de Dos mujeres, un camino (1993-1994)

### Actor
- Tengo que morir todas las noches (2024) .... Raúl
- Cosas imposibles  (2021) .... Porfirio
- Mariana de la noche (2003-2004) .... Lauro
- Alegrijes y rebujos (2003-2004) .... Lorenzo
- Soñadoras (1998-1999) .... El Guajolote
- El premio mayor (1995-1996) .... Juan
- El vuelo del águila (1994-1995) .... Pedro Lascuráin
- Dos mujeres, un camino (1993-1994) .... Roberto Torres
- Ángeles sin paraíso (1992-1993) .... Licenciado

### Escritor
- Cabeza de Buda (2009) película, historia original
- Amor sin maquillaje (2007) telenovela, historia original con Alejandro Pohlenz

## Premios y nominaciones

### Premios TVyNovelas
| Año  | Categoría                 | Telenovela        | Resultado |
| ---- | ------------------------- | ----------------- | --------- |
| 2014 | Mejor dirección de escena | Amores verdaderos | Nominado  |
| 2007 | Mejor dirección de escena | La fea más bella  | Ganador   |